# Ribeira Grande (Ponta Garça)
A Ribeira Grande é um curso de água português localizado na costa sul da ilha de São Miguel, Localidade de Ponta Garça, concelho de  Vila Franca do Campo, arquipélago dos Açores.
Este curso de água que drena uma áreia geográfica extensa tem início a cerca de 700 metros de altitude nas proximidades do Pico das Três Lagoas. A sua bacia hidrográfica drena assim parte desta formação bem como do Pico de El-Rei uma vez que passa junto ao seu sopé. Vai desaguar no Oceano Atlântico, na costa sul da ilha na localidade de Ponta Garça, próximo ao Farol de Ponta Garça.